# 蒂肖明戈縣 (密西西比州)
蒂肖明戈縣（英語：Tishomingo County）是美國密西西比州東北角的一個縣，東鄰阿拉巴馬州，北鄰田納西州。面積1,151平方公里。根据美國2000年人口普查，共有人口19,163人。縣治艾猶卡（Iuka）。
成立於1836年2月9日。縣名紀念奇克索族酋長蒂肖明戈。